# Cameron G. Thies
Cameron G. Thies ist ein US-amerikanischer Politikwissenschaftler, der als Professor an der Michigan State University forscht und lehrt. Sein Fachgebiet sind die Internationalen Beziehungen. 2019/20 amtierte er als Präsident der International Studies Association (ISA).
Thies machte den Bachelor-Abschluss (1991) und das Master-Examen (1993) an der University of Nebraska-Lincoln und wurde 1999 an der Arizona State University zum Ph.D. promoviert. Bevor er 2021 an die Michigan State University ging, war er Professor an der University of Iowa und der Arizona State University.
Er publizierte zu den Themen außenpolitische Analyse, Konfliktprozesse, internationale politische Ökonomie und Theorie der internationalen Beziehungen. Er war Herausgeber der Zeitschriften Political Science Research & Methods und Foreign Policy Analysis und ist stellvertretender Chefredakteur des Journal of Politics.

## Schriften (Auswahl)
- Herausgeber mit Gordon Friedrichs und Sebastian Harnisch: The politics of resilience and transatlantic order. Enduring crisis? Routledge, Taylor & Francis Group, London/New York 2019, ISBN 9780367138479.
- Als Hauptherausgeber: The Oxford encyclopedia of foreign policy analysis. Oxford University Press, New York 2018, ISBN 9780190463045.
- Mit Mark David Nieman: Rising powers and foreign policy revisionism. Understanding BRICS identity and behavior through time. University of Michigan Press, Ann Arbor 2017, ISBN 9780472130566.
- Mit Timothy M. Peterson: Intra-industry trade. Cooperation and conflict in the global political economy. Stanford University Press, Stanford 2016, ISBN 9780804791335.
- The United States, Israel and the search for international order. Socializing states. Routledge, New York 2013, ISBN 9780415818476.